# Syzygium cordatum
Syzygium cordatum là một loài thực vật có hoa trong Họ Đào kim nương. Loài này được Hochst. ex Krauss miêu tả khoa học đầu tiên năm 1844.

## Hình ảnh

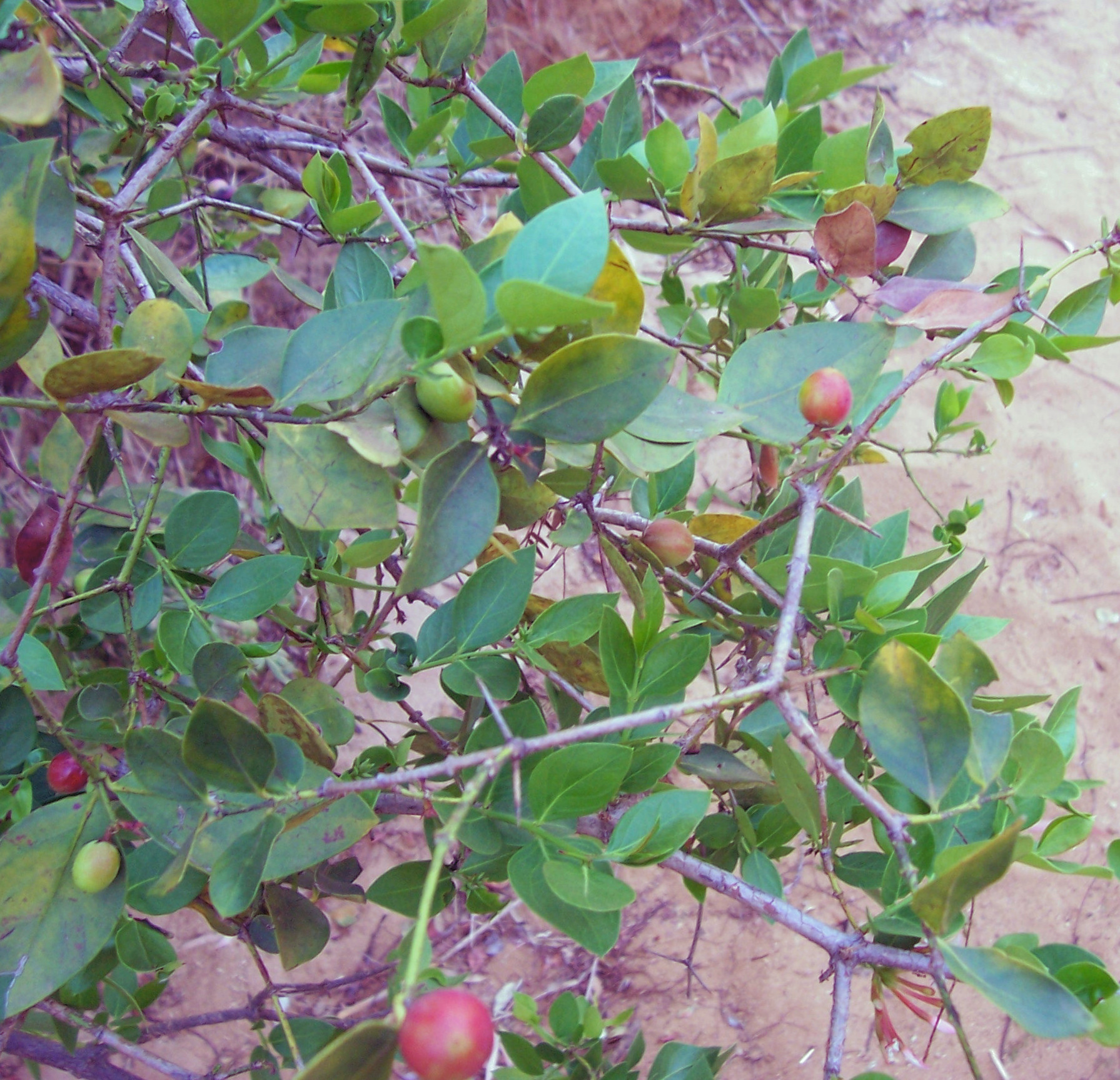
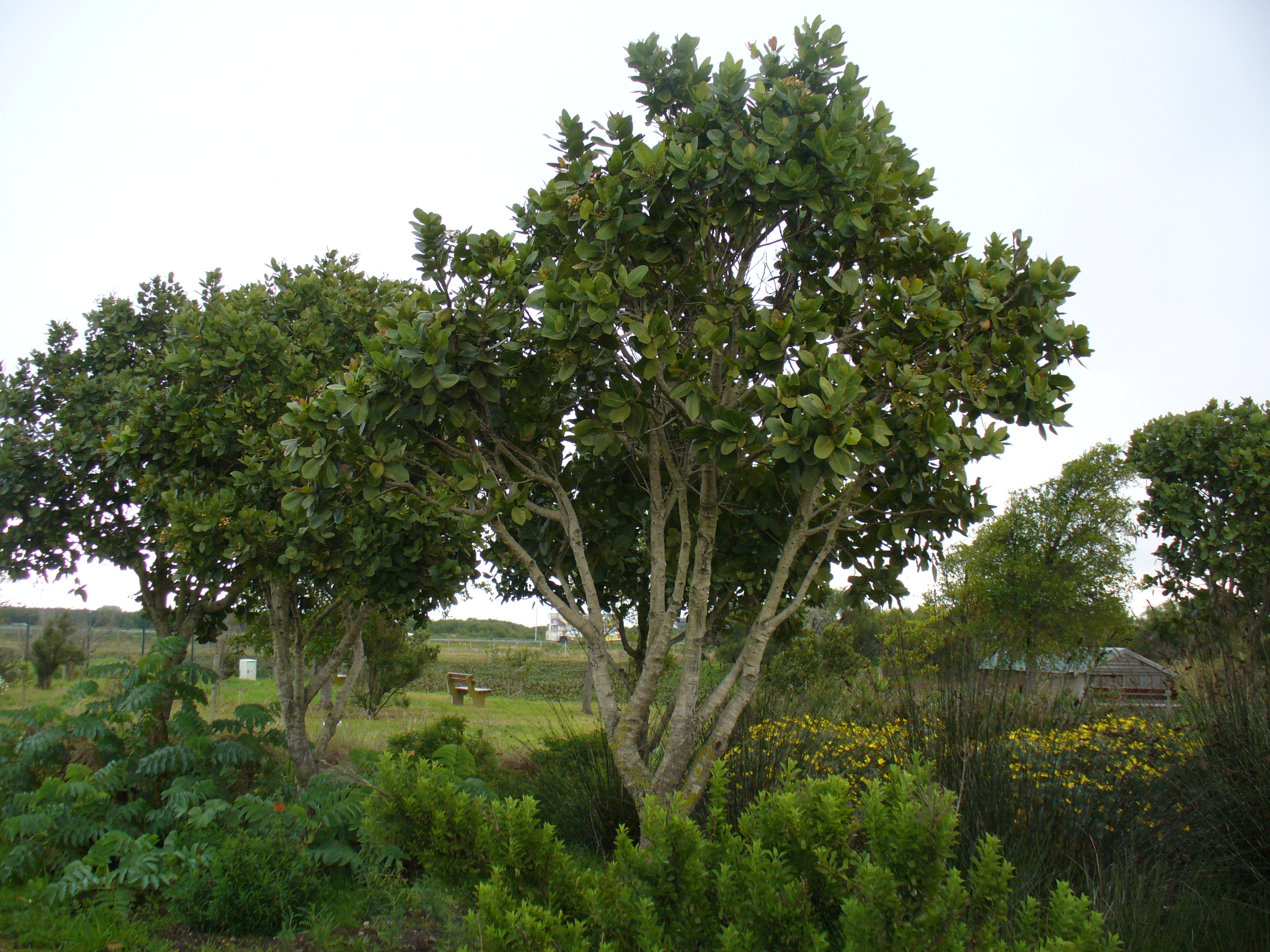
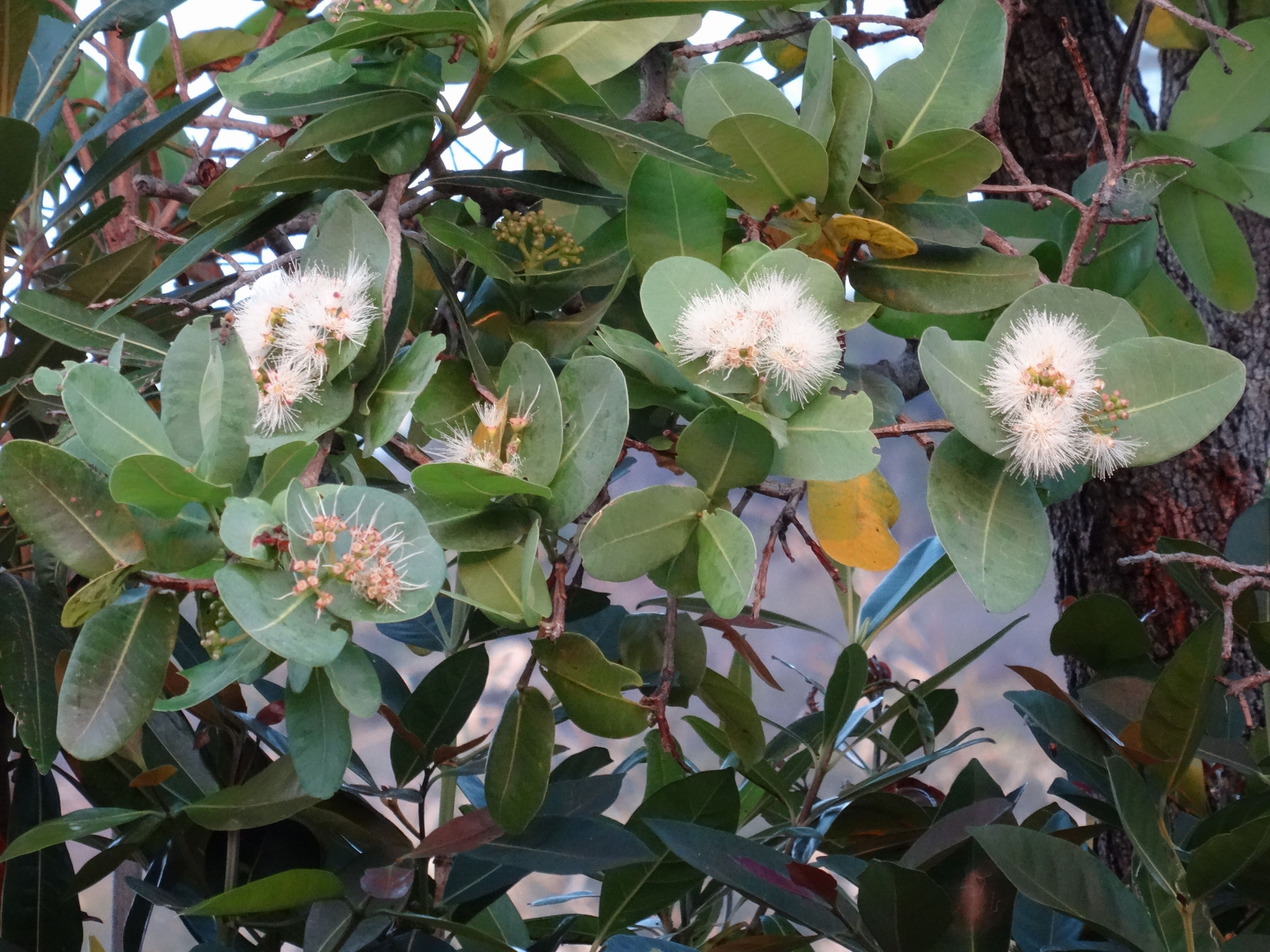
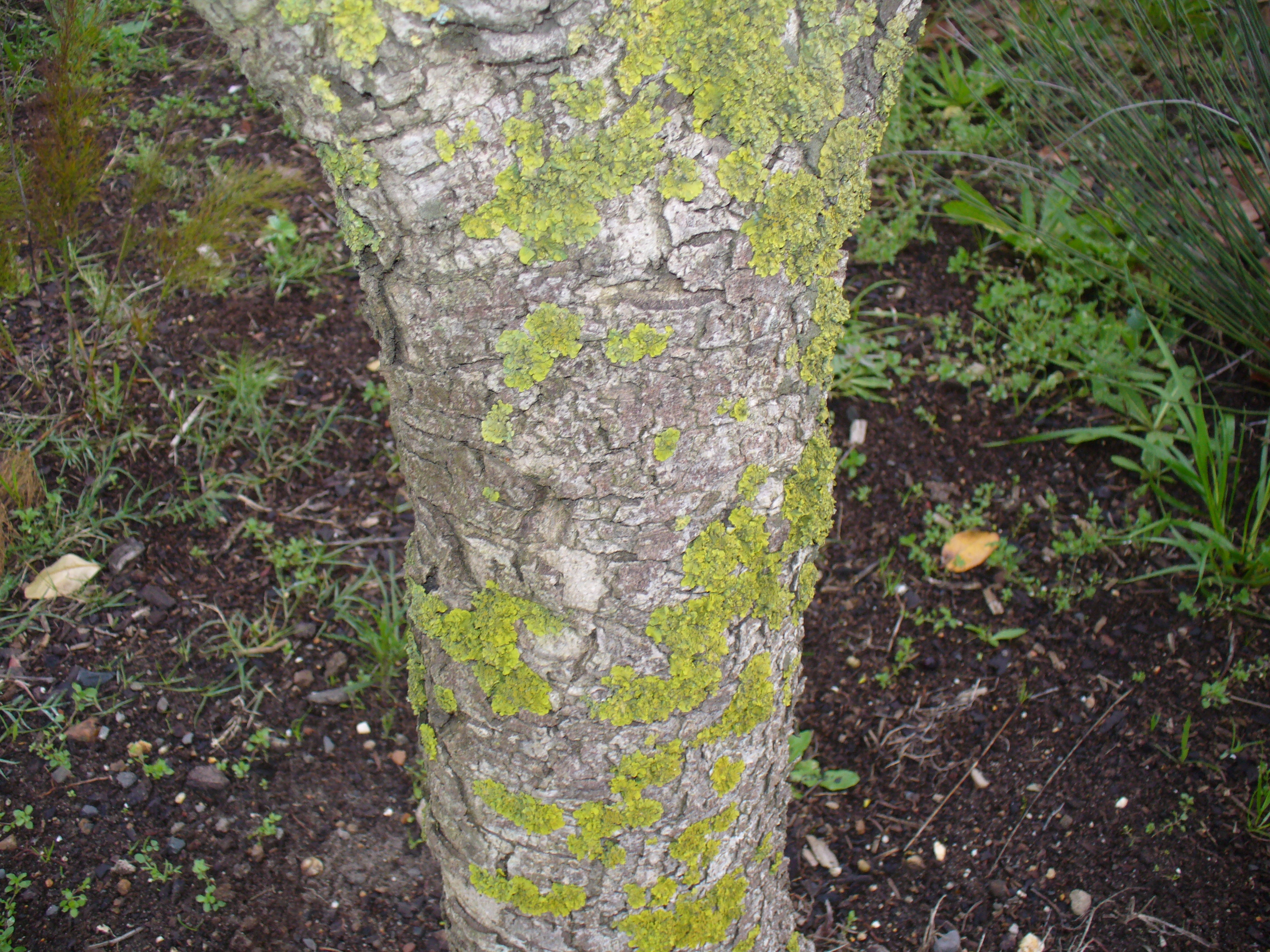